# 大峙站 (釜山廣域市)
大峙站（：／ Daeti yeok */?）是釜山地鐵1號線沿線的一座地下車站，位於大韓民國釜山廣域市沙下區槐亭洞。

## 車站結構
站體為1面2線曲線式設計島式月台的地下車站，候車月台設有月台幕門，並有4處出口。

### 月台配置
| 槐亭 ↑   |
| 下 上 \| |
| ↓ 西大新 |

| 月台 | 路線               | 目的地                 |
| ---- | ------------------ | ---------------------- |
| 上行 | ●釜山都市铁道1号线 | 多大浦海水浴場方向     |
| 下行 | ●釜山都市铁道1号线 | 釜山站、西面、老圃方向 |

## 歷史
- 1994年6月23日：落成啟用。

## 車站周邊
- 槐亭2洞郵局
- 東洲女子中學
- 東洲大學

## 相鄰車站
釜山交通公社
●釜山都市铁道1号线
槐亭（105）－大峙（106）－西大新（107）